# Chaetobranchopsis
Chaetobranchopsis — маленький рід риб родини цихлових, що налічує 2 види з Південної Америки. Представників знаходили в басейнах річок Амазонка, Парана, Парагвай.
- Chaetobranchopsis australis Eigenmann & Ward 1907
- Chaetobranchopsis orbicularis (Steindachner 1875)